# Make Love
Make Love war eine Fernsehsendung zum Thema Sexualität, welche von der Psychologin und Sexologin Ann-Marlene Henning moderiert wurde. Die ersten beiden Staffeln erlebten ihre Erstausstrahlungen bei den Sendern MDR und SWR. Seit der dritten Staffel war die Sendung im ZDF beheimatet. Die offizielle Website der Sendung wurde für den Grimme-Online-Award nominiert. Ann-Marlene Henning und Christian Beetz (Produzent) waren für die fünfte Staffel für den Deutschen Fernsehpreis nominiert (2017), in der Kategorie „Bestes Infotainment“. Nach Ende der fünften Staffel wurde – ohne Angaben von Gründen – keine weitere Staffel produziert.

## Inhalt
Zu einem sexuellen Thema lernt Henning davon betroffene Personen kennen. Mittels Gesprächen, Anleitungen und Übungen sollen diese zu einem erfüllenderen Sexualleben gelangen. Zum Thema werden außerdem Expertenkommentare, Gesprächsrunden, Passantenbefragungen, Statistiken, Aufklärungsgrafiken und -filme eingeblendet.

## Episodenliste
| Staffel | Episodennummer | Name                                  | Erstausstrahlung |
| ------- | -------------- | ------------------------------------- | ---------------- |
| 1       | 1              | Was ist guter Sex?                    | 03.11.2013       |
| 1       | 2              | Wie sag ich’s meinem Kind?            | 10.11.2013       |
| 1       | 3              | Liebe allein oder zu zweit?           | 17.11.2013       |
| 1       | 4              | Wenn unten nicht macht, was oben will | 24.11.2013       |
| 1       | 5              | Sex ist Kommunikation                 | 01.12.2013       |
| 2       | 1              | Sex ab 40                             | 16.11.2014       |
| 2       | 2              | Sex statt Porno                       | 23.11.2014       |
| 2       | 3              | Wenn Mann weniger Lust hat            | 30.11.2014       |
| 3       | 1              | Sex ohne Leistungsdruck               | 28.07.2015       |
| 3       | 2              | Sex trotz Hindernissen                | 04.08.2015       |
| 4       | 1              | Wie lieben Teenager?                  | 12.07.2016       |
| 4       | 2              | Sex mit Höhepunkt                     | 13.07.2016       |
| 4       | 3              | Keine Lust auf Sex                    | 19.07.2016       |
| 4       | 4              | Raus aus der Routine                  | 20.07.2016       |
| 5       | 1              | Neue Wege in der Liebe                | 29.08.2017       |
| 5       | 2              | So wie Du bist                        | 12.09.2017       |

## Kritiken
Das Branchenportal quotenmeter.de hatte für die Sendung lobende Worte übrig: „Neu und revolutionär sind die Erkenntnisse zwar nicht, aber sie werden hier sehr sympathisch-effizient vermittelt. Ohne frivol-ironischen Unterton, ohne eine Ausstrahlung des Provokanten, aber genauso wenig in einem medizinisch-kühlen Tonfall. Bei «Make Love» wird erwachsen, ehrlich und einfühlsam über Sinnlichkeit gesprochen – und das kann dem deutschen Free-TV echt nicht schaden.“
Laut dwdl.de hat die Serie „seit dem Launch der Seite 2013 […] über 2,7 Millionen Videoabrufe gezählt – und das trotz erheblicher Einschränkungen durch den öffentlich-rechtlichen Jugendschutz. So durften die Videos nicht in sozialen Netzwerken geteilt, nicht bei Google gelistet und teilweise erst ab 22 Uhr freigeschaltet werden“.

## Veröffentlichung auf DVD
- Staffel 1 erschien am 13. Dezember 2013[10]
- Staffel 2 erschien am 12. Dezember 2014[11]
- Staffel 3 erschien am 14. August 2015[12]
- Staffel 4 erschien am 22. Juli 2016[13]